# Sarcophaga absurda
Sarcophaga absurda är en tvåvingeart som beskrevs av Andy Z. Lehrer 2000. Sarcophaga absurda ingår i släktet Sarcophaga och familjen köttflugor. Inga underarter finns listade i Catalogue of Life.